# Trox quadrimaculatus
Trox quadrimaculatus är en skalbaggsart som beskrevs av Ernst Ballion 1870. Trox quadrimaculatus ingår i släktet Trox och familjen knotbaggar. Inga underarter finns listade i Catalogue of Life.